# C・J・サポング
C・J・サポング（C. J. Sapong、1988年12月27日 - ）は、アメリカ合衆国出身の同国代表サッカー選手。ナッシュビルSC所属。ポジションはFW。

## クラブ経歴
2011年1月、MLSスーパードラフトで1巡目(全体10人目)にスポルティング・カンザスシティに指名された。3月19日、シーズン開幕戦のチーヴァスUSA戦でプロデビュー。さらに出場2分でプロ初ゴールも決め3-2の勝利に貢献した。
2013年7月、オーランド・シティSCにレンタル移籍。
2014年12月8日、MLSスーパードラフト1巡目指名権とのトレードでフィラデルフィア・ユニオンに移籍。
2019年2月23日、45万ドルの金銭トレードでシカゴ・ファイアーFCに移籍。
2021年2月10日、ナッシュビルSCに移籍した。

## 代表歴
2012年1月21日に開催されたベネズエラ代表との親善試合で後半から途中出場しアメリカ合衆国代表デビュー。2017年11月14日、ポルトガル代表との親善試合で初先発を果たすと、ウェストン・マッケニーのゴールをアシストした。

## 人物
2015年5月1日、飲酒運転および無謀運転の疑いで逮捕された。飲酒運転の容疑については後に無罪判決を受けたが、無謀運転については罰金とMLSが義務付けた療養施設での労働に参加することを余儀なくされた。

## タイトル

### クラブ
スポルティング・カンザスシティ
- USオープンカップ: 2012
- MLSカップ: 2013

### 個人
- MLSルーキー・オブ・ザ・イヤー: 2011